# Холостых, Николай Михайлович
Николай Михайлович Холостых (род. 14 августа 1946, Дзержинск, Сталинская область) — советский хозяйственный, государственный и политический деятель, полный кавалер ордена Трудовой Славы.

## Биография
Родился в 1946 году в Дзержинске. Член КПСС с 1978 года.
С 1962 года — на хозяйственной, общественной и политической работе. В 1962—2004 гг. — ученик бондаря, бондарь треста «Дзержинскуголь», военнослужащий Советской Армии, горнорабочий очистного забоя шахты имени Дзержинского, горнорабочий очистного забоя, забойщик шахты имени Дзержинского производственного объединения «Дзержинскуголь» Министерства угольной промышленности Украинской ССР.
Указами Президиума Верховного Совета СССР от 2 марта 1981 года и от 20 августа 1982 года награждён орденами Трудовой Славы 3-й и 2-й степеней.
Указом Президиума Верховного Совета СССР от 29 апреля 1986 года награждён орденом Трудовой Славы 1-й степени.
Делегат XXVII съезда КПСС.
Жил в Дзержинске.